# فرقة فافن الجبلية الحادية والعشرون اس اس سكاندربغ (الألبانية الأولى)
فرقة فافن الجبلية الحادية والعشرون اس اس سكاندربغ (الألبانية الأولى) فرقة مشاة جبلية ألمانية تابعة لفافن-إس إس، الجناح المسلح للحزب النازي التي خدمت -بشكل غير رسمي - كجزء من الفيرماخت خلال الحرب العالمية الثانية.
تم تشكيل الفرقة من نواة كتيبة عرقية ألبانية قاتلت لفترة وجيزة ضد الثوار اليوغوسلاف في شرق البوسنة كجزء من الفرقة الجبلية فافن الثالثة عشر إس إس هاندشار المؤلفة من ألبانيين والضباط وضباط الصف الألمان واليوغوسلافيين من أصل ألماني، وقد مُنحت لقب سكاندربغ على اسم اللورد ألباني في القرون الوسطى جورج كاستريوتي سكاندربغ، الذي دافع عن منطقة ألبانيا ضد الإمبراطورية العثمانية لأكثر من عقدين في القرن الخامس عشر.
لم تصل سكاندربغ لقوة فرقة، لكنها وصلت في أقوى وقتها لتشكيل بحجم لواء بعدد بين 6,000 و6،500 جندي. في مايو 1944، قام أعضاء الفرقة باعتقال 281 يهوديًا في بريشتينا وسلموهم إلى الألمان الذين نقلوهم إلى معسكر اعتقال بيرغن-بيلسن. اشتهرت الفرقة بالقتل والاغتصاب والنهب في المناطق ذات الغالبية الصربية أكثر من المشاركة في العمليات القتالية نيابة عن المجهود الحربي الألماني. قامت بأعمالها العسكرية الهامة الوحيدة خلال هجوم ألماني مناهض لشيوعية في أرض الجبل الأسود الألمانية في يونيو ويوليو 1944. في أعقاب تلك العمليات، تم نشر الوحدة كقوة حراسة في مناجم الكروم في كوسوفو، حيث تم التجاوز عليها بسرعة من قبل الثوار، مما أدى إلى فرار واسع النطاق. عززت الفرقة من كريغسمرينه وأقل من 500 ألباني متبقي في صفوفها، تم حل على 1 نوفمبر 1944. تم دمج الأعضاء الباقين في فرقة المتطوعين الجبلية السابعة إس إس برينز يوجين. بعد الحرب، أدانت محكمة في بلغراد قائد الفرقة إس. إس. - بريجاديرر والجنرال مايجور دير فافين إس إس أغسطس شميدهوبر بارتكاب جرائم حرب وتم إعدامه عام 1947.

## التاريخ

### خلفية

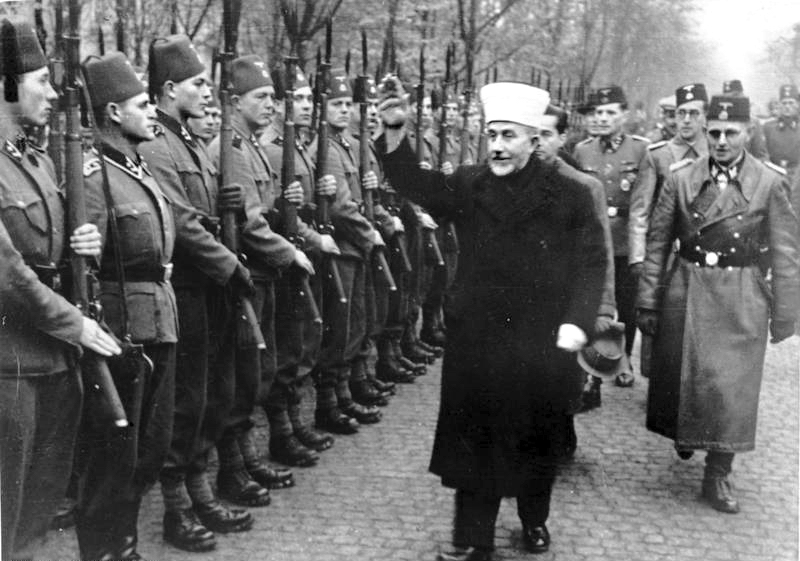
مفتي القدس، محمد أمين الحسيني، يحيي أعضاء الفرقة 13 من قوات الأمن الخاصة بتحية نازية في نوفمبر 1943. ضمت الفرقة ما يقدر بنحو 1000 ألباني من كوسوفو وساندواك الذين شكلوا فيما بعد نواة سكاندربغ.

في 7 أبريل 1939، قبل خمسة أشهر من اندلاع الحرب العالمية الثانية، غزت مملكة إيطاليا ألبانيا. تم دخول البلاد ف خمسة أيام، وقبل الملك الإيطالي فيكتور إيمانويل الثالث التاج الذي قدمه له برلمان ألبانيا. تم دمج الجيش الملكي الألباني في الجيش الإيطالي الملكي وتم تعيين نائب الملك لإدارة البلاد كمحمية.  وبعد أن غزوا المحور يوغوسلافيا يوم 6 أبريل 1941، المملكة الألبانية تم توسيعها لتشمل الأجزاء المجاورة من مملكة يوغوسلافيا أدرجت أساسا من اليوغوسلافية banovinas (التقسيمات الإقليمية) من فاردار ومورافا.  تم ضم معظم كوسوفو إلى ألبانيا، في البداية، رحب الألبان الذين يعيشون هناك بحماس بالاحتلال الإيطالي.  اقترح بعض ألبان كوسوفو أن الألبان كانوا «آريين من الإيليريون».  على الرغم من أنهم تحت الحكم الإيطالي رسميًا، فقد تم منح الألبان في كوسوفو السيطرة على المنطقة وتم تشجيعهم على فتح مدارس باللغة الألبانية،  والتي كانت محظورة من قبل الحكومة اليوغوسلافية.  أعطى الإيطاليون أيضًا الجنسية الألبانية للسكان وسمحوا لهم برفع علم ألبانيا.  قام الجيش الإيطالي الملكي بطرد معظم الصرب والجبل الأسود الذين كانوا قد استقروا في كوسوفو خلال الفترة ما بين الحربين.  احتقر ألبان كوسوفو الصرب للاضطهاد الذي عانوه على أيديهم خلال حروب البلقان والحرب العالمية الأولى وتحت الحكم اليوغسلافي.  استغلوا الظروف، وهاجموا جيرانهم الصرب، وأحرقوا ما يصل إلى 30000 مستوطن من الصرب والجبل الأسود. 
ظلت ألبانيا تحت احتلال إيطاليا حتى استسلامها للحلفاء في سبتمبر 1943.  في أغسطس من ذلك العام، وفي مواجهة الانهيار الوشيك للمجهود الحربي الإيطالي، نشرت ألمانيا جيش بانزر الثاني في البلقان للاستيلاء على المناطق التي سبق أن احتلتها إيطاليا. واحدة من المناطق الإيطالية التي أخذها الألمان كانت ألبانيا، حيث تم جيش بانزر الثاني هناك -من الفيلق الجبلي الحادي والعشرون- تحت قيادة غنرال أوبرست  لوثار ريندوليتش. كان مفوض الفيرماخت العام والممثل الخاص لهاينريش هيملر إس. إس. بريجاديرر والجنرال مايجور دير فافين إس إس  جوسف فيتزثوم في العاصمة الألبانية تيرانا. سيطر الألمان على جميع القوات الألبانية التي كانت تتعاون مع الإيطاليين قبل استسلامهم، بما في ذلك بالي كومبيتار، وهي ميليشيا معادية للشيوعية والقومية. عزز الألمان الجيش والدرك الألباني، ولكن سرعان ما قررت أن هذه القوات لا يمكن الاعتماد عليها.  في تلك السنة، تم تجنيد عدد من الألبان من كوسوفو ومنطقة سانداك في الفرقة الجبلية فافن الثالثة عشر إس إس هاندشار، وهي فرقة تابعة لفافين - قوات الأمن الخاصة تألفت إلى حد كبير من المسلمين البوسنيين والكروات مع الضباط الألمان، التي تعمل في دولة كرواتيا المستقلة ((بالكرواتية: Nezavisna Država Hrvatska, NDH). كان إس إس-شتاندارتن فوهرر  كارل فون كريملر أحد المجندين الرئيسيين بين الألبان في فافن-غس إس. لمدة ستة أشهر، ضمت الفرقة حوالي 1000 من أصل ألباني من كوسوفو وساندواك الذين شكلوا الكتيبة الأولى من الفوج الثاني (I / 2)، والتي أصبحت فيما بعد الكتيبة الأولى في فوج 28 (I / 28).    قامت الفرقة لاحقًا بتجنيد 500 رجل آخرين من سانجاك. 
كان تشكيل فرقة فافن-إس إس ألبانية فكرة فيتزوم، عارضها في البداية ممثل وزارة الخارجية الألمانية لمنطقة البلقان هيرمان نويباخر، وأيضًا من قِبل رئيس مكتب الأمن الرئيسي في الرايخ إس إس- أوبر غروبن فوهرر  إرنست كالتنبرونر، الذي أثر على هيملر لتعليقها. لكن الحكومة الألبانية أيدت الفكرة. في مواجهة الصعوبات المتزايدة غيّر هيملر رأيه، وفي فبراير 1944 حصلت الفكرة على موافقة أدولف هتلر. 

### التكوين
في فبراير 1944، وافق هتلر على إنشاء فافن إس إس الألبانية التي كانت ستخدم فقط داخل كوسوفو،  وكان الغرض منها حماية الألبان العرقيين ولكنهم ظلوا تحت السيطرة الألمانية.  كان من المفترض أن تكون واحدة من ثلاث فرق من مسلمي فافن إس إس الذين يخدمون في البلقان، وكانت الفرقتان الاخريتان هما الفرقة الثالثة عشر والفرقة الجبلية الثالثة والعشرون كاما إس إس (الكرواتية الثانية).   كان هدف هيملر هو توسيع التجنيد في فافن-إس إس في البلقان وتشكيل فيلقين، الأول للعمل في منطقة البوسنة في دولة كرواتيا المستقلة والآخر في ألبانيا. ثم يتم دمج هذه الفرق مع فرقة المتطوعين الجبلية السابعة إس إس برينز يوجين وستكون معًا جيشًا تابعا لفافن-إس إس في منطقة البلقان مكونًا من خمس فرق. 

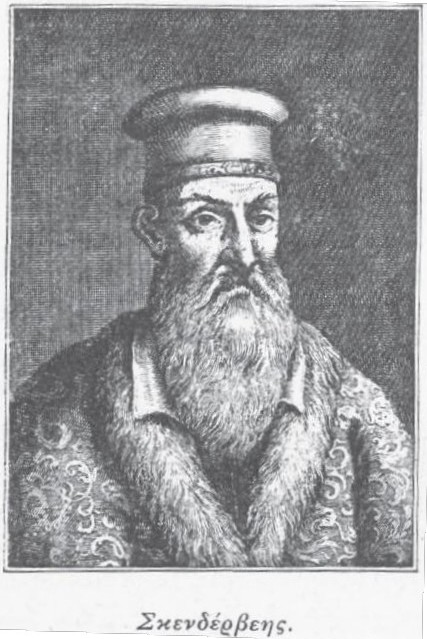
سميت الفرقة باسم المحارب الألباني في العصور الوسطى سكاندربغ

في مارس 1944، اقترح بدري بيجاني، رئيس الرابطة الثانية لبريزرن، وهي منظمة أُنشئت بعد الاستسلام الإيطالي لتعزيز مصالح ألبان كوسوفو، اقتراحًا لهتلر بتشكيل قوة من 120.000 إلى 150.000 متطوع من ألبان كوسوفو لمحاربة اليوغوسلافيين والثوار الألبان. طلب بيجاني من القيادة الألمانية إعطاء الألبان المعدات والإمدادات لمحاربة التمرد الشيوعي، وطلب توسيع حدود دولة ألبانيا العميلة الألمانية على حساب الأراضي الألمانية المحتلة من صربيا وإقليم مونتينيغرو المحتل. هذه الطلبات لم يتم الوفاء بها.   ومع ذلك، في أبريل 1944، أمر هيملر بتأسيس قسم متطوع ألباني جديد سمح به هتلر.  سميت فيما بعد باسم المحارب الألباني في العصور الوسطى سكاندربغ.  وبحلول هذه المرحلة، اعتقد الألمان وبعض أعضاء الحكومة العميلة الألبانية أنه يمكن تجنيد حوالي 50.000 من أصل ألباني للانضمام إلى فافن-إس إس.  تصور الألمان في البداية قوة من 10,000 إلى 12000 رجل لتقسيم قوات الأمن الخاصة الألبانية.  رأى هيملر الألبان المسلمون كمصدر محتمل للقوة العاملة في حرب ألمانيا ضد الثوار اليوغوسلاف،  الذين واجهوا صعوبات كبيرة في تجنيد ألبان كوسوفو للانضمام إلى صفوفهم.  
في 17 أبريل 1944، تم نقل الكتيبة الألبانية التابعة للفرقة الثالثة عشرة من قوات الأمن الخاصة عبر السكك الحديدية مباشرة من القتال في البوسنة إلى كوسوفو لتشكل جزءًا من الفرقة الألبانية الجديدة.  أبلغ رئيس تجنيد فافن-إس إس، إس إس-أوبر غروبن فوهررجوزيف بيرغر، هيملر أن الألبان «... كان حزينًا جدًا بشأن المغادرة.»  توقع هيملر نفسه«فائدة كبيرة» من الوحدة لأن الألبان الذين قاتلوا في فرقة إس إس الثالثة عشرة قد أثبتوا أنهم«لديهم دوافع وانضباط كبير» في القتال ضد الثوار في دولة كرواتيا المستقلة.  بعد الحرب، ذكر الأعضاء المسلمون البوسنيون السابقون في فرقة إس إس الثالثة عشرة أنه في فترة وجود التشكيل قام الألبان بإطلاق النار على المدنيين العزل وكانوا «وحشيين للغاية». 
في 23 مايو، لاحظ فيتزوم فشل الوحدات الألبانية التي استخدمت في عمليات ضد الثوار. وذكر أنه قام بحل أربع كتائب ألبانية نظمتها الفيرماخت، واصفًا معظم ضباط الجيش والدرك الألبانيين بأنهم «فاسدون تمامًا وغير منضبطون وغير مدربين».   وجد الألمان أن ألبان كوسوفو كانوا أكثر تعاونًا من الألبان من ألبانيا.  نبه هذا أساسًا لأنهم كانوا يخشون العودة إلى الحكم اليوغوسلافي.  وهكذا، كان العديد من مجندي الفرقة من ألبان كوسوفو، على الرغم من أن بعضهم كانوا لاجئون من ألبانيا. كانت جودة معظم هؤلاء المجندين ضعيفة، واعتبر ما بين 6000 و6500 فقط مناسبا لتلقي التدريب.   أولئك الذين تم قبولهم عبارة عن مزيج من حوالي 1500 من أسرى الحرب السابقين بالجيش اليوغوسلافي، وعناصر من الجيش والدرك الألبان الفاشلين، ومتطوعين من كل من ألبانيا ما قبل الحرب والمجندين من الأسر.  ربما انضم الألبان لمجموعة من الأسباب، بما في ذلك الوصول إلى الأسلحة الحديثة والتدريب العسكري. 

### عمليات

#### من مايو إلى أغسطس 1944
تم إنشاء التشكيل باسم 21. Waffen-SS Gebirgsdivision der SS Skanderbeg (albanische Nr.1)   في 1 مايو 1944،  كجزء من الفيلق الجبلي XXI. معظم أو جميع ضباط الفرقة وضباط الصف والمتخصصين كانوا من الألمان،   وتم توفيرها بشكل أساسي من قِبل فرقتي إس إس السابعة عشر والثالثة عشر، مما أضعف تلك التكوينات بشكل ملحوظ.  تم تشكيل فوج مدفعية الفرقة من فوج المدفعية الألباني الأول.  تم وضع الفرقة تحت قيادة SS- ستاندارتفهرر أوغست شميدهوبر،  الذي تمت ترقيته إلى إس إس- أوبرفورر  في يونيو.  أقسم الأعضاء اليمين الدينية باستخدام القرآن، متعهدين بـ«الجهاد ضد الكفار».   كان التقسيم مجهزًا في الأصل بالدبابات الإيطالية كارو أرماتو إم 42/15، والتي ثبت أنها غير موثوقة.  كانت حامية المدينة تقع في مدينة بريزرن. 

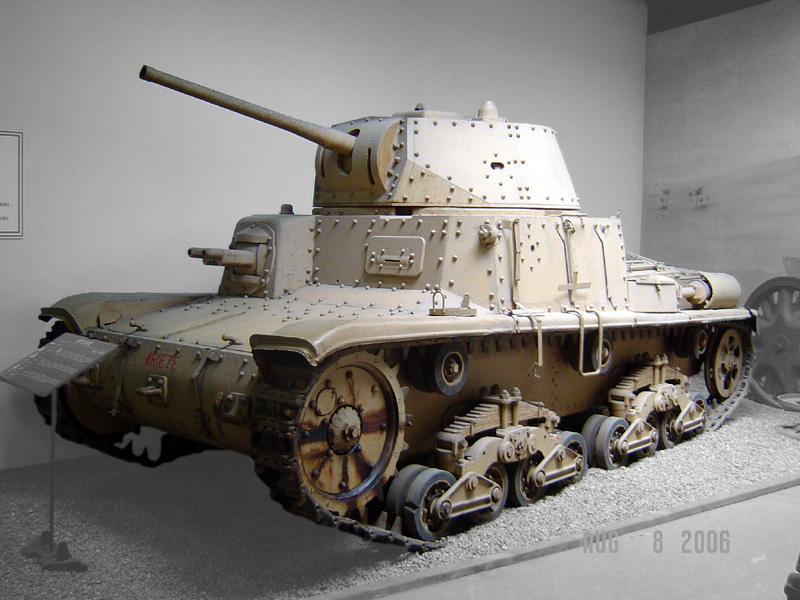
تم تزويد القسم بالدبابات الإيطالية كارو أرماتو إم 42/15، ولكن ثبت أنها غير موثوقة.

في وقت مبكر، أصبح من الواضح أن معظم أعضاء الفرقة الألبانية المسلمة كانوا مهتمين فقط بتسوية الحسابات مع خصومهم من الصرب المسيحيين، الذين أصبحوا هدفًا للعديد من الفظائع.  أجل لوضع حد للجرائم، اضطر الألمان إلى نزع سلاح كتائب الفرقة في مدينتي بيخا وPrizren والقبض على الضباط الألبان، كما تم إرسال قائد واحد إلى السجن في ألمانيا.  في 14 مايو 1944،  قام أعضاء الفرقة باقتحام منازل يهودية في بريشتينا، واعتقلوا 281 يهوديًا وسلموهم إلى الألمان، الذين أرسلوهم إلى معسكر اعتقال بيرغن بيلسن. [41] يصف المؤرخ نويل مالكولم هذا الحدث بأنه «أكثر الأحداث المخزية في تاريخ الحرب في كوسوفو».  شارك التقسيم في وقت لاحق في مذبحة لثوار الألبان.  كانت مسؤولة أيضًا عن طرد ما يصل إلى 10,000 عائلة سلافية من كوسوفو عندما وصل مستوطنون ألبان جدد من المناطق الفقيرة في شمال ألبانيا.  شجعت السلطات الإيطالية وصول هؤلاء الألبان، وتشير التقديرات إلى أن ما يصل إلى 72000 ألباني استقروا أو أعيد توطينهم في كوسوفو خلال الحرب.  بين 28 مايو و5 يوليو 1944، اعتقلت الفرقة ما مجموعه 510 من اليهود والشيوعيين وغيرهم من مناهضي الفاشية وسلموهم إلى الألمان. ونفذت أيضا عمليات شنق انتقامية للمخربين المشتبه بهم. 
في يونيو 1944، شاركت الفرقة في مناورات ميدانية واسعة النطاق في شرق الجبل الأسود.  في أندرييفيتشا، قامت الفرقة بإعدام أكثر من 400 مدني مسيحي أرثوذكسي.  شارك في عمليات Endlich (أخيرًا) وFalkenauge (Hawkeye)  في يونيو ويوليو، وكذلك Draufgänger (Daredevil)،  والتي كانت خلالها القوة الرئيسية التي يستخدمها الألمان.  تركزت هذه العمليات على تدمير قوات حزبية قوية في مناطق تشاكوفيتشا وبيكا وموكرا غورا.  بحلول نهاية عملية Draufgänger، كان أكثر من 400 رجل قد هربوا أو فقدوا.  وفقًا لما ذكره نويباشر، كان القسم ملتزمًا بلا مبالاة بالقتال في المراحل الأولى من تدريبه وكان أداءه سيئًا.  الفترة بين 18 و27 أغسطس، قاتلت الفرقة الحزبيين داخل وحول ديبار لكنها فشلت في الاستيلاء على المدينة.  خلال صيف عام 1944، تم تهميش ديفا. كان فيتزثوم قلقًا جدًا من تأثير ذلك على تطور التقسيم الذي كتبه إلى هيملر.  بحلول نهاية أغسطس 1944، قرر الألمان أن التقسيم كان فقط للاستخدام في مهام الحراسة الأساسية.  تم توجيه الاتهام إلى بعض الأعضاء بحراسة مناجم الكروم بالقرب من كوسوفو قبل أن يسيطر عليها الثوار. في الاشتباكات التي تلت ذلك، فقدت إحدى أفواج الفرقة أكثر من 1000 رجل وهرب الكثير من الألبان.  حدث ذلك بعض الفرار بعد هجوم الحزبيين شمال شرق غوسيني.  ذكرت مجموعة الجيش إي أن أداء الفرقة أظهر أنه «لا قيمة له على الإطلاق». 

#### سبتمبر-نوفمبر 1944
في 1 نوفمبر 1944، تم حل التقسيم.  حمل ألبان كوسوفو السلاح ضد الثوار عندما علموا أن المنطقة لن تتحد مع ألبانيا بعد الحرب، على الرغم من الوعود الحزبية السابقة. حدثت فظائع عندما تم إرسال 30000 من الثوار إلى كوسوفو لإخماد المقاومة الألبانية في المنطقة.  قتل ما بين 3000 و25000 من ألبان كوسوفو في أعمال العنف التي تلت ذلك.  

## اقتباسات
1. ↑  Fisk 2006.
2. 1 2  Lemkin 2008.
3. 1 2 3 4 5 6  Judah 2002.
4. ↑  Yeomans 2006.
5. 1 2 3 4  Ramet 2006.
6. 1 2 3 4 5 6 7 8  Tomasevich 2001.
7. 1 2  Mojzes 2011.
8. 1 2 3 4 5  Williamson 2004.
9. 1 2 3 4 5  Niehorster 2018.
10. ↑  Equivalent to a القوات البرية للولايات المتحدة جنرال (الولايات المتحدة).[9]
11. ↑  Equivalent to a القوات البرية للولايات المتحدة عميد.[9]
12. ↑  Equivalent to a القوات البرية للولايات المتحدة عقيد.[9]
13. 1 2 3  Lepre 1997.
14. 1 2 3 4 5 6 7  Bougarel et al. 2016.
15. ↑  International Crisis Group 8 April 2005.
16. ↑  Equivalent to a القوات البرية للولايات المتحدة فريق  [لغات أخرى]‏.[9]
17. 1 2 3 4 5 6 7 8 9  Fischer 1999.
18. ↑  Longerich 2011.
19. ↑  Shrader 2003.
20. 1 2  Judah 2000.
21. ↑  Bougarel et al. 2016، صفحات 266, 283.
22. ↑  Neubacher reported that about 4,000 Albanians had served in the 13th SS Division. The historians Xavier Bougarel, Alexander Korb, Stefan Petke and Franziska Zaugg observe that this estimate seems "overly high" given there was only one Albanian battalion in that division.[21]
23. 1 2  Motadel 2014.
24. ↑  Bougarel et al. 2016، صفحة 270.
25. ↑  Stein 1984.
26. 1 2 3 4 5 6  Williamson 2012a.
27. 1 2  Nafziger 1992.
28. 1 2 3  Kaltenegger 2008.
29. ↑  Williamson 2012b.
30. ↑  This rank had no القوات البرية للولايات المتحدة equivalent. It was senior to a عقيد but junior to a عميد.[9]
31. ↑  Simeunović & Dolnik 2013.
32. ↑  Bartrop 2017.
33. ↑  Cappellano & Battistelli 2012.
34. ↑  Elsie 2010.
35. ↑  Perez 2013.
36. ↑  Malcolm 1998.
37. ↑  Dorril 2002.
38. ↑  Poulton 2003.
39. ↑  Frank 2010.
40. ↑  Morrison 2009.
41. ↑  Tomasevich 1975.
42. ↑  Kane 2014.
43. ↑  Malcolm 1998، صفحة 312.
44. ↑  Bideleux & Jeffries 2007، صفحة 526.
45. ↑  Some Albanian sources place the number of deaths at between 36,000 and 47,000, but according to Malcolm, such claims are greatly exaggerated.[43][44]